# تعبئة متراصة

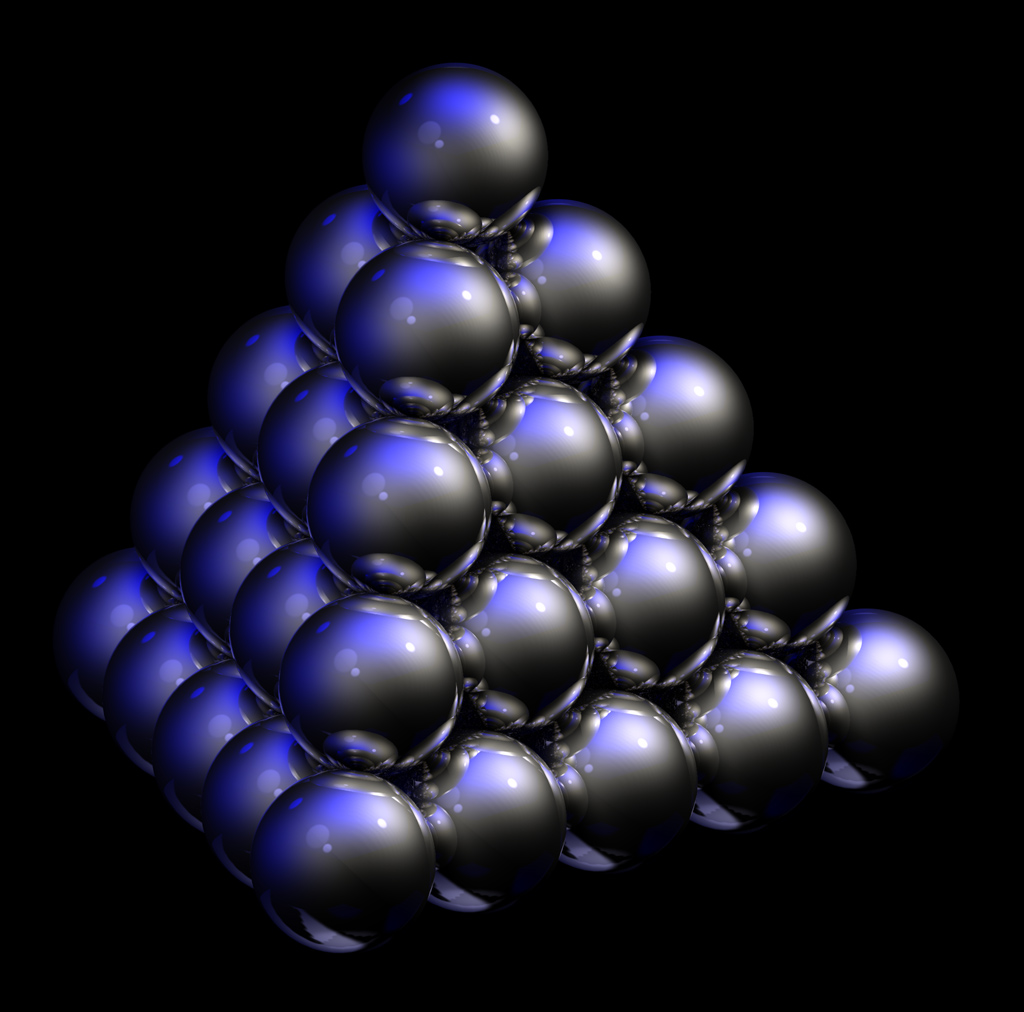
تعبئة متراصة لكرات في شبكة FCC.

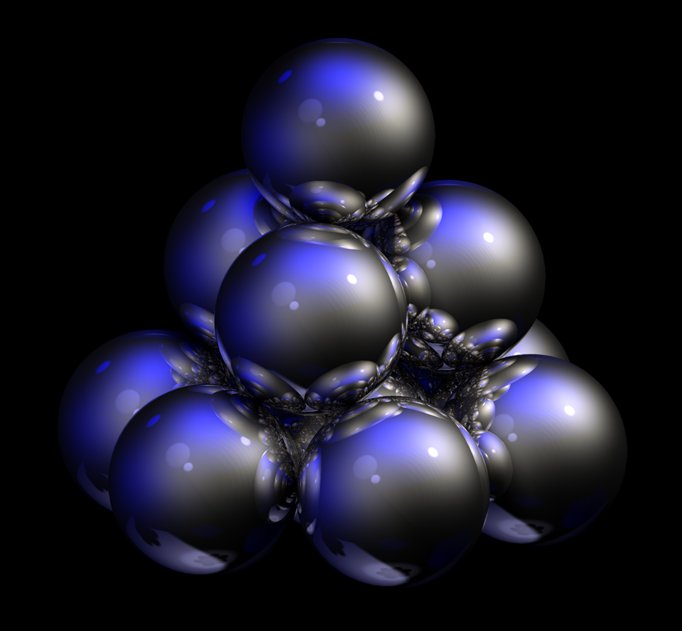
تعبئة متراصة لكرات في شبكة HCP.

في الهندسة المتقطعة، التعبئة المتراصة لمجموعة كرات هو عبارة عن ترتيب لكرات ضمن شبكة منتظمة منتهية بحيث تشغل هذه الكرات أصغر حجم ممكن في الفضاء الثلاثي الأبعاد.
برهن كارل فريدرش غاوس أن أكبر كثافة وسطية من الممكن أن تصل إليه لتعبئة متراصة ضمن شبكة منتظمة هو {\displaystyle {\frac {\pi }{3{\sqrt {2}}}}\simeq 0.74048}. كما تنص حدسية كيبلر أنه يتم الوصول إلى النسبة العظمى للكثافة بتعبئة متراصة لكرات ضمن شبكة منتظمة أو غير منتظمة.
هناك نوعان من الشبكات التي تمكن من الوصول لأعلى كثافة:
- مكعب مركزي الوجه
- تعبئة متراصة موشور مسدس HCP.

## اقرأ أيضا
- نظرية التراكم الكري المحدود
- مسائل التعبئة (هندسة)